# Kloster Marienborn (Coesfeld)
Das Kloster Marienborn war ein 1230 von Bischof Ludolf von Holte in Lippramsdorf gegründetes Kloster von Zisterzienserinnen. Es wurde 1244 nach Coesfeld verlegt. Das Kloster bestand dort bis zu seiner Aufhebung 1805.

## Gründungszeit
Der Gründer des Klosters war der Bischof von Münster Ludolf von Holte. Er hat diesen Schritt wahrscheinlich in Hinblick auf sein eigenes Seelenheil unternommen. Möglicherweise spielte auch das Ziel eine Rolle, die bischöfliche Stellung an der Grenze des Hochstifts Münster gegen die kölnischen Expansionsbestrebungen zu stärken.
Ursprünglich war der Konvent in Lippramsdorf bei Haltern angesiedelt. Die wirtschaftliche Grundausstattung bestand aus kirchlichen Besitz. Insbesondere gehörten dazu umfangreiche Markenrechte.
Schon 1241 wurde von Lippramsdorf aus ein Tochterkloster in Welver gegründet. Anfangs wurden beide Klöster gemeinsam geleitet, später aber hatte Welver eine eigene Leitung. Der Kontakt zwischen beiden Einrichtungen brach weitgehend ab.

## Verlegung nach Coesfeld
Bereits 1244 wurde der Konvent aus nicht mehr bekannten Gründen in die Stadt Coesfeld verlegt. Dies ist ungewöhnlich, weil sich die Zisterzienser normalerweise nicht in Städten ansiedelten.
Bei der Verlegung könnten eine Fehde mit dem Ritter von Meinhövel eine Rolle gespielt haben.
In der Stadt wurde das Kloster auf einem Grundstück errichtet, dass dem Kloster Varlar gehörte. Eine eigene Kirche oder Kapelle wird erst ab 1302 erwähnt, dürfte aber schon früher bestanden haben. Pfarrrechte hatte sie nicht.

## Innere Struktur
Die anfängliche Ordenszugehörigkeit der Einrichtung ist nicht ganz klar. Aber 1235 wurde sie auf päpstlichen Befehl in den Orden von Citeaux aufgenommen. Engere Beziehungen oder eine Unterstellung unter andere Klöster sind für die erste Zeit nicht bekannt. Später gab es Kontakt zum Kloster Marienfeld.
Die meisten Äbtissinnen und Mitglieder des Konvents kamen aus Familien etwa dem Ministerialenadel, die in bischöflichen Diensten standen.
Neben der Äbtissin ist ab 1288 eine Priorin nachzuweisen. Ebenfalls etwa ab dieser Zeit gab es auch einen Propst. Das Kloster verfügte über einige männliche Bedienstete. Es gab Familiare und Konversen.
Insbesondere im südwestlichen Münsterland erwarb das Kloster reichen Grundbesitz. Diesen erhielt sie von Stiftern die vielfach aus bedeutenden Familien des Hochstifts Münster stammten. Gefördert wurde es auch von den Bischöfen. Neben dem Gründer gehörten dazu: Otto zur Lippe, Gerhard von der Mark und Everhard von Diest. Ungewöhnlich ist auch, dass im 13. Jahrhundert die Klosterfrauen offenbar über privaten Besitz verfügten, der erst nach ihrem Tod in den Besitz des Klosters überging.

## Geschichte
Über die innere und äußere Geschichte des Klosters ist kaum etwas bekannt. Ob es im Spätmittelalter zur Bursfelder Kongregation gehörte ist nicht gesichert. Ebenfalls ungeklärt ist bislang, welchen Einfluss Reformation und Gegenreformation hatten. Bekannt ist, dass infolge der spanischen Besetzung der Stadt Coesfeld das Kloster verschuldet war. Im 17. Jahrhundert kam es zu Visitationen durch den Generalabt des Klosters Morimond. Im Jahr 1627 wollte die Äbtissin die Klostergebäude an die Jesuiten verkaufen, die dort das Gymnasium Nepomucenum einrichten wollte. Dazu ist es aber nicht gekommen. Zwischen 1754 und 1756 wurde eine neue Klosterkirche errichtet.

## Nach der Säkularisation
Der Besitz des Klosters fiel bei der Aufhebung von 1805 an die Grafen von Salm-Horstmar. Die Gebäude dienten seit 1828 als Gymnasium. Die Klosterkirche wurde zu Schulzwecken unter anderem durch das Einziehen einer Zwischendecke umgebaut. Im Erdgeschoss befand sich die Aula und darüber die Wohnung des Direktors. Seit 1914 wurde ein neues Schulgebäude errichtet. Teile der alten Gebäude verschwanden. Im Jahr 1936 wurden die Reste zum Bau einer Turnhalle abgebrochen. Heute befindet sich dort eine Einkaufspassage mit einer Tiefgarage.